# Cobie Malipaard
Cobie Malipaard (Schaesberg, 16 juni 1957) is een Nederlandse voormalige judoka.
Zij begon op 10-jarige leeftijd (1967) aan de judosport. In die tijd was het nog niet toegestaan dat meisjes/dames aan de wedstrijdsport deelnamen. Met 14 jaar was Cobie (als dame) de eerste Zwarte Band / 1e Dan draagster in Nederland. Om dit te behalen moest ze een examen doen in Weert. Daarvoor moest ze alle technieken beheersen en de Kata’s uitvoeren. Daarna heeft ze nog de 2e Dan behaald. Ze had geen vaste partner meer om door te gaan voor 3e Dan.
Vanaf haar 13e jaar is ze actief gaan deelnemen aan de wedstrijdsport. Met 14 jaar zat ze in de Kernploeg en moest daarvoor 3x per maand op de zondag naar Amersfoort om te trainen.

## Erelijst
- 1e Nederlands kampioen (1973)
- 1ste Benelux kampioen (1973)
- 2x 3e Open Londense kampioenschappen (1973)
- 2e Ned. Openkampioenschap (1974)
- 1e bij Open Ned. kampioenschappen (1974)
- 1e bij Internationale Bochumse judowedstrijden Duitsland(1974)
- 2e bij Eurp. kampioenschap Lausanne (1975)
- 1e Nederlands kampioenschap (1975)
- 1e Deutsche Internationale Meisterschaft Essen (1975)
- 1e Open Nederlandse kampioenschappen (1975)